# Landkreis Weimarer Land
Landkreis Weimarer Land är ett distrikt (Landkreis) i centrala delen av det tyska förbundslandet Thüringen.

## Administrativ indelning
I förvaltningsrättslig mening finns i modern tid ingen skillnad mellan begreppet Stadt (stad) gentemot Gemeinde (kommun). Följande kommuner och städer ligger i Landkreis Weimarer Land: 

### Städer
| - Apolda | - Bad Berka | - Blankenhain |  |

### Kommuner
| - Ilmtal-Weinstraße | - Grammetal |  |  |

### Förvaltningsgemenskaper

#### Am Ettersberg
| - Am Ettersberg | - Ballstedt | - Ettersburg | - Neumark (stad) |

#### Bad Sulza
| - Bad Sulza (stad) - Eberstedt | - Großheringen - Niedertrebra | - Obertrebra - Rannstedt | - Schmiedehausen |

#### Kranichfeld
| - Hohenfelden - Kranichfeld | - Klettbach - Nauendorf | - Rittersdorf | - Tonndorf |

#### Mellingen
| - Buchfart - Döbritschen - Frankendorf - Großschwabhausen - Hammerstedt | - Hetschburg - Kapellendorf - Kiliansroda - Kleinschwabhausen | - Lehnstedt - Magdala (stad) - Mechelroda - Mellingen | - Oettern - Umpferstedt - Vollersroda - Wiegendorf |